# Ophion hexus
Ophion hexus är en stekelart som beskrevs av Ian D. Gauld och Mitchell 1981. Ophion hexus ingår i släktet Ophion och familjen brokparasitsteklar. Inga underarter finns listade i Catalogue of Life.